# Schweizer Meisterschaften im Skilanglauf 1983
Die Schweizer Meisterschaften im Skilanglauf 1983 fanden vom 23. Januar 1983 bis zum 1. Februar 1983 in Le Châble und in La Fouly statt. Ausgetragen wurden bei den Männern die Distanzen 15 km, 30 km und 50 km die die 4 × 10 km Staffel. Bei den Frauen fanden die Distanzen 5 km, 10 km und 20 km, sowie die 4 × 5 km Staffel statt. Nachdem das 30 km der Männer und das 10-km-Rennen der Frauen in Le Châble ausgetragen wurde, wurden die restlichen Wettbewerbe aufgrund der Witterungsverhältnisse in La Fouly gelaufen. Erfolgreichster Skilangläufer war der 22-jährige Andy Grünenfelder, der alle drei Einzelrennen gewann, sowie mit der Staffel Zweiter hinter der Staffel des Grenzwachtkorps Splügen wurde. Bei den Frauen gewann die 22-jährige Evi Kratzer ebenfalls alle drei Einzeltitel sowie mit der Staffel von Alpina St. Moritz.

## Männer

### 30 km
| Platz | Name                | Verein                  | Zeit (std) |
| ----- | ------------------- | ----------------------- | ---------- |
| 01    | Andy Grünenfelder   | Alpina St. Moritz       | 1:22:48,5  |
| 02    | Konrad Hallenbarter | SC Obergoms             | 1:24,16,3  |
| 03    | Franz Renggli       | Grenzwachtkorps Splügen | 1:24:25,1  |
| 04    | Daniel Sandoz       | Le Locle                | 1:25:15,2  |
| 05    | Markus Fähndrich    | SC Horw                 | 1:25:15,5  |
| 06    | Alfred Schindler    | Grenzwachtkorps Splügen | 1:25:55,1  |
| 07    | Giachem Guidon      | Alpina St. Moritz       | 1:26:40,8  |
| 08    | Bruno Renggli       | SC Marbach              | 1:26:49,2  |
| 09    | Joos Ambühl         | SC Davos                | 1:27:23,5  |
| 10    | Fritz Pfeuti        | Sangernboden            | 1:27:27,8  |

Datum: Sonntag, 23. Januar 1983 in Le Châble

Das erste Rennen der Meisterschaften, gewann der bis dahin international beste Schweizer der Saison 1982/83 Andy Grünenfelder vor den Obergomser Konrad Hallenbarter und Franz Renggli und holte damit seinen ersten Schweizer Meistertitel. Der Vorjahressieger Alfred Schindler wurde mit drei Minuten und sieben Sekunden Rückstand Sechster.

### 15 km
| Platz | Name                  | Verein                  | Zeit (min) |
| ----- | --------------------- | ----------------------- | ---------- |
| 01    | Andy Grünenfelder     | Alpina St. Moritz       | 40:18,0    |
| 02    | Giachem Guidon        | Alpina St. Moritz       | 41:22,1    |
| 03    | Franz Renggli         | Grenzwachtkorps Splügen | 41:35,2    |
| 04    | Konrad Hallenbarter   | SC Obergoms             | 41:44,0    |
| 05    | Daniel Sandoz         | Le Locle                | 41:46,7    |
| 06    | Joos Ambühl           | SC Davos                | 42:14,5    |
| 07    | Markus Fähndrich      | SC Horw                 | 42:16,8    |
| 08    | Bruno Renggli         | SC Marbach              | 42:26,9    |
| 09    | Alfred Schindler      | Grenzwachtkorps Splügen | 42:35,6    |
| 10    | Jean-Philippe Marchon | Saignelegier            | 42:48,8    |

Datum: Samstag, 29. Januar 1983 in La Fouly

Auch das zweite Rennen dieser Meisterschaften gewann Andy Grünenfelder mit einer Minute und vier Sekunden Vorsprung auf Giachem Guidon und Vorjahressieger Franz Renggli.

### 50 km
| Platz | Name                | Verein                  | Zeit (std) |
| ----- | ------------------- | ----------------------- | ---------- |
| 01    | Andy Grünenfelder   | Alpina St. Moritz       | 2:28:28    |
| 02    | Franz Renggli       | Grenzwachtkorps Splügen | 2:32:20    |
| 03    | Konrad Hallenbarter | SC Obergoms             | 2:34:26    |
| 04    | Giachem Guidon      | Alpina St. Moritz       | 2:36:52    |
| 05    | Pierre-Eric Rey     | Les Cernets             | 2:37:22    |
| 06    | Fritz Pfeuti        | Sangernboden            | 2:37:48    |
| 07    | Markus Fähndrich    | SC Horw                 | 2:39:35    |
| 08    | Josef Suter         | Muotathal               | 2:41:05    |
| 09    | Daniel Sandoz       | Le Locle                | 2:41:15    |
| 10    | Josef Grünenfelder  | Graue Hörner Mels       | 2:43:02    |

Datum: Dienstag, 1. Februar 1983 in La Fouly

Der dritte Einzeltitel ging an den 22-jährigen Andy Grünenfelder. Er gewann mit 3 Minuten und 52 Sekunden Vorsprung vor den Splügener Franz Renggli und den Obergomser Vorjahressieger Konrad Hallenbarter und gewann als Dritter Schweizer nach Konrad Hischier (1965) und Alois Kälin (1971) alle drei Einzeltitel in einem Jahr.

### 4 × 10 km Staffel
| Platz | Namen                                                                    | Verein                  | Zeit (std) |
| ----- | ------------------------------------------------------------------------ | ----------------------- | ---------- |
| 01    | Josef Kiechler Fabrizio Valentini Franz Renggli Alfred Schindler         | Grenzwachtkorps Splügen | 1:58:51,1  |
| 02    | Hanspeter Brunner Curdin Kasper Giachem Guidon Andy Grünenfelder         | Alpina St. Moritz       | 1:59,36,6  |
| 03    | Elmar Chastonay Bernhard Chastonay Hans-Ueli Kreuzer Konrad Hallenbarter | SC Obergoms             | 1:59:37,3  |
| 04    | Jean-Marc Dreyer Jean-Denis Sauser Roland Mercier Daniel Sandoz          | Le Locle                | 1:59:38,9  |
| 05    | Urs Baselgia Gaudenz Ambühl Hans-Luzi Kindschi Joos Ambühl               | SC Davos                | 1:59:39,8  |
| 06    | Thomas Hidber Walter Hobi Josef Grünenfelder Paul Grünenfelder           | Graue Hörner Mels       | 1:59:57,6  |

Datum: Sonntag, 30. Januar 1983 in La Fouly

## Frauen

### 10 km
| Platz | Name                 | Verein                | Zeit (min) |
| ----- | -------------------- | --------------------- | ---------- |
| 01    | Evi Kratzer          | Alpina St. Moritz     | 31:06,1    |
| 02    | Cornelia Thomas      | SC Bernina Pontresina | 31:27,6    |
| 03    | Gaby Scheidegger     | SC Bernina Pontresina | 31:48,2    |
| 04    | Monika Germann       | SC Frutigen           | 32:14,4    |
| 05    | Christine Brügger    | Alpina St. Moritz     | 32:35,7    |
| 06    | Annelies Lengacher   | Thun                  | 32:57,3    |
| 07    | Görel Bieri          | Plasselb              | 32:57,6    |
| 08    | Martina Schönbächler | SC Einsiedeln         | 33:44,5    |
| 09    | Marianne Irniger     | Urnäsch               | 34:27,4    |
| 010   | Patricia Gacond      | La Chaux-de-Fonds     | 34:27,5    |

Datum: Sonntag, 23. Januar 1983 in Le Châble

### 5 km
| Platz | Name              | Verein                | Zeit (min) |
| ----- | ----------------- | --------------------- | ---------- |
| 01    | Evi Kratzer       | Alpina St. Moritz     | 15:34      |
| 02    | Monika Germann    | SC Frutigen           | 15:41      |
| 03    | Karin Thomas      | Alpina St. Moritz     | 15:46      |
| 04    | Christine Brügger | Alpina St. Moritz     | 15:53      |
| 05    | Cornelia Thomas   | SC Bernina Pontresina | 15:53      |

Datum: Samstag, 29. Januar 1983 in La Fouly

### 20 km
| Platz | Name                 | Verein                | Zeit (std) |
| ----- | -------------------- | --------------------- | ---------- |
| 01    | Evi Kratzer          | Alpina St. Moritz     | 1:11:18    |
| 02    | Cornelia Thomas      | SC Bernina Pontresina | 1:12:36    |
| 03    | Gaby Scheidegger     | SC Bernina Pontresina | 1:12:44    |
| 04    | Christine Brügger    | Alpina St. Moritz     | 1:14:11    |
| 05    | Ursula Zini          | Alpina St. Moritz     | 1:16:11    |
| 06    | Heidi Niederberger   | Muotathal             | 1:16:51    |
| 07    | Margrit Ruhstaller   | SC Einsiedeln         | 1:17:29    |
| 08    | Monika Germann       | SC Frutigen           | 1:17:34    |
| 09    | Margrit Wyss         | Bern                  | 1:18:02    |
| 010   | Martina Schönbächler | SC Einsiedeln         | 1:18:42    |

Datum: Dienstag, 1. Februar 1983 in La Fouly

Die 22-Jährige Evi Kratzer gewann damit alle drei Einzeltitel und ihren insgesamt zehnten Meistertitel.

### 3 × 5 km Staffel
| Platz | Namen                                               | Verein                       | Zeit (min) |
| ----- | --------------------------------------------------- | ---------------------------- | ---------- |
| 01    | Ursula Zini Christine Brügger Evi Kratzer           | Alpina St. Moritz            | 54:06      |
| 02    | Karin Thomas Gaby Scheidegger Cornelia Thomas       | SC Bernina Pontresina        | 55:17      |
| 03    | Annelies Lengacher Judith Sägesser Monika Germann   | Berner Oberländer Skiverband | 55:24      |
| 04    | Pia Bedford Margrit Ruhstaller Martina Schönbächler | SC Einsiedeln                | 55:57      |
| 05    | Luzia Kessler Diana Walli Ursi Reiss                | Bündner Skiverband           | 58:14      |

Datum: Sonntag, 30. Januar 1983 in La Fouly